# Lijst van spelers van Velox
Dit is een lijst van voetballers die minimaal één officiële wedstrijd hebben gespeeld in het eerste elftal van de Nederlandse voormalig betaaldvoetbalclub Velox.

## A
- Piet Aardoom
- Ben Aarts
- Tonny Adam
- Cor Adelaar
- Wim Adelaar
- Hassie Agterberg
- Co Alflen
- Willem van Arnhem

## B
- Harry Baardman
- Gert Bals
- Paul Behm
- Cees van den Berg
- Rudi van den Berg
- Arie Bransen
- De Bruin

## C
- Dorus Cabo
- Marco Cabo

## D
- Rini Damsma
- Sander Derks
- Co Dirven

## E
- Johan Engelsma
- Henny van Essen

## F
- Dick Flantua

## G
- Frans Geurtsen
- Bob de Gier

## H
- Wim Haanstra
- Willem van Hanegem
- Jacques Hart
- Wim Heerbaart
- Koos Hendriks
- Harrie Hilverts
- Joop Hoogervorst
- Ton de Hoogt
- Jaap van der Horst
- Jan Huberts
- Joop Huberts
- Teus Huygens

## J
- Joop Jochems

## K
- Kees Kastrop
- Piet Keyzer
- Bizzy Klein
- De Klein
- Freddy de Klein
- Joop Klinkenberg
- Emiel Kok
- Willem Koot
- Cinus van Kooten

## L
- Gerrit Langerak
- Henk van Ledden
- Gerard Lijffijt
- Co Lissenberg
- Louis Lit

## M
- Gerard Matthijssen
- Joop van Maurik
- Wim Meijerink
- Rob Meuwessen
- Jaap Miedema
- Piet Miltenburg
- Leen Morelissen

## N
- Dick Nagtegaal

## O
- Joop Optekamp

## P
- Hennie van der Plaats
- Nelis Pot
- Wim Pot

## R
- Dirk de Ruiter

## S
- Ton Sambeek
- Cees Sluijck
- Ben Sneijder
- Jo Steenhuis
- Karel Sülzle

## T
- Kees Tukker

## U
- Dick Uittenbosch
- Gijs Uittenbosch

## V
- Rini Vader
- Piet de Vries

## W
- Piet Wallenburg
- Wethly

## Z
- Dick Zweserijn